# 陸柏赫
陸柏赫（1942年9月20日—）是一名已退休的德國外交官，在30餘年的外交生涯內，曾於德國外交部及葡萄牙、巴西、美國洛杉磯、加拿大多倫多、北京及台北等海外地區的德國駐外代表機構中服務，所擔任過的館長職位包括駐多倫多總領事，以及德國在台協會創立後第一任處長。

## 簡歷

### 早年生涯
陸柏赫於1942年9月20日誕生在德國西南部的路德维希堡。1962年至1966年間，於薩爾蘭大學、柏林自由大學及蒂賓根大學攻讀法律及政治科學，1968年到美國愛荷華大學進修，獲得比較法學碩士（M.C.L.）學位，接著又在1972年的蒂賓根大學成為法學博士。包含母語在內，他能口說英語、法語及漢語等六種語言。

### 外交生涯
1972年，陸氏正式進入外交部，於1974年至1975年間派赴西德駐葡萄牙大使館（里斯本）、1975年至1978年則在駐巴西大使館（巴西利亞）供職，1978年時返國，於外交部波恩辦公室的北約暨安全議題處（201處；）當處員。1982年至1986年間，調赴西德駐華大使館（北京）任新聞參贊:p1及新聞處發言人。1986年離華後，奉調為西德駐洛杉磯總領事館的副總領事，至1989年時離任。
當陸柏赫的駐美任期屆滿後，即於1989年回德，於波昂外交部法律司（Rechtsabteilung）工作。1992年時，陸柏赫第二度派往中華人民共和國，獲駐華大使館一等參贊職銜、擔當使館政治處處長之位，1996年返回波昂外交部，接下了東亞處（309處；）處長一職，負責德國對中國、日本、韓國及蒙古国的雙邊關係。1999年到2000年間，他還曾在美國哈佛大學的魏德海國際事務中心（Weatherhead Center for International Affairs）當研究員，研究工作的基礎題材為中國崛起及其融入世界既有秩序的過程。
2000年2月1日時，德國正式於台北成立「德國在台協會」、作為該國派駐台灣的代表機構，陸柏赫獲派為首任處長，在他的任期於2002年結束時，又獲得了新的使領館館長職務——德國駐加拿大多倫多總領事，他前往加國履新後，擔任此職到2007年為止，這是他外交生涯中的最後一個崗位。

### 晚年生涯
陸柏赫自總領事位上離任後，即從外交部退休。同年年8月中旬，多倫多的約克大學任命他為加拿大德國歐洲研究中心（Canadian Centre for German and European Studies）創設後的第二屆主任，負責傳遞德國的相關資訊，及發展與外交界、文化界和商業界的聯繫，他領導該研究中心至2009年時才卸任。

## 個人生活
陸柏赫在1974年娶王曉薇為妻:p2，岳母是美國華裔作家聶華苓:p1，兩人的喜宴於該年在美國愛荷華州舉辦。陸氏結婚之後與妻育有一子。